# 馬赫利內茨
49°14′26″N 24°5′14″E / 49.24056°N 24.08722°E
馬赫利內茨（烏克蘭語：Махлинець），是烏克蘭的村落，位於該國西部利沃夫州，由斯特雷區赫尼茲德奇夫市鎮負責管轄，處於馬赫利內茨河畔，始建於1823年，面積0.44平方公里，海拔高度285米，2001年人口122。